# Selecció femenina de bàsquet 3x3 d'Alemanya
La selecció femenina de bàsquet 3x3 d'Alemanya representa a Alemanya en les competicions internacionals femenines de bàsquet 3x3. Ha participat en 1 Olimpíada, guanyant la medalla en els Jocs Olímpics de París 2024. A més, ha guanyat 1 medalla de plata en els Campionats d'Europa.

## Historial

### Jocs Olímpics
| Edició | Any  | Seu    | Posició              | J                    | G                    | P                    | PF                   | PC                   | DP                   |
| ------ | ---- | ------ | -------------------- | -------------------- | -------------------- | -------------------- | -------------------- | -------------------- | -------------------- |
| XXXII  | 2020 | Tòquio | No es va classificar | No es va classificar | No es va classificar | No es va classificar | No es va classificar | No es va classificar | No es va classificar |
| XXXIII | 2024 | París  | 1                    | 9                    | 8                    | 1                    | 150                  | 131                  | +19                  |

### Campionat del Món
| Edició | Any  | Seu         | Posició              | J                    | G                    | P                    | PF                   | PC                   | DP                   |
| ------ | ---- | ----------- | -------------------- | -------------------- | -------------------- | -------------------- | -------------------- | -------------------- | -------------------- |
| I      | 2012 | Atenes      | 13a posició          | 8                    | 5                    | 3                    | 59                   | 100                  | -41                  |
| II     | 2014 | Moscou      | 8a posició           | 7                    | 4                    | 3                    | 94                   | 86                   | +8                   |
| III    | 2016 | Xina        | No es va classificar | No es va classificar | No es va classificar | No es va classificar | No es va classificar | No es va classificar | No es va classificar |
| IV     | 2017 | Nantes      | 12a posició          | 4                    | 2                    | 2                    | 47                   | 58                   | -11                  |
| V      | 2018 | Manila      | 15a posició          | 4                    | 1                    | 3                    | 45                   | 60                   | -15                  |
| VI     | 2019 | Amsterdam   | No es va classificar | No es va classificar | No es va classificar | No es va classificar | No es va classificar | No es va classificar | No es va classificar |
| VII    | 2022 | Anvers      | 9a posició           | 5                    | 2                    | 3                    | 72                   | 88                   | -16                  |
| VIII   | 2023 | Viena       | 5a posició           | 5                    | 4                    | 2                    | 113                  | 100                  | +13                  |
| IX     | 2025 | Ulaanbaatar | Classificada         | Classificada         | Classificada         | Classificada         | Classificada         | Classificada         | Classificada         |

### Campionat d'Europa
| Edició | Any  | Seu         | Posició              | J                    | G                    | P                    | PF                   | PC                   | DP                   |
| ------ | ---- | ----------- | -------------------- | -------------------- | -------------------- | -------------------- | -------------------- | -------------------- | -------------------- |
| I      | 2014 | Bucarest    | No es va classificar | No es va classificar | No es va classificar | No es va classificar | No es va classificar | No es va classificar | No es va classificar |
| II     | 2016 | Bucarest    | No es va classificar | No es va classificar | No es va classificar | No es va classificar | No es va classificar | No es va classificar | No es va classificar |
| III    | 2017 | Museumplein | No es va classificar | No es va classificar | No es va classificar | No es va classificar | No es va classificar | No es va classificar | No es va classificar |
| IV     | 2018 | Bucarest    | No es va classificar | No es va classificar | No es va classificar | No es va classificar | No es va classificar | No es va classificar | No es va classificar |
| V      | 2019 | Debrecen    | No es va classificar | No es va classificar | No es va classificar | No es va classificar | No es va classificar | No es va classificar | No es va classificar |
| VI     | 2021 | París       | 2                    | 5                    | 3                    | 2                    | 68                   | 73                   | -5                   |
| VII    | 2022 | Graz        | 5a posició           | 3                    | 2                    | 1                    | 37                   | 34                   | +3                   |
| VIII   | 2023 | Jerusalem   | 8a posició           | 3                    | 1                    | 2                    | 35                   | 42                   | -7                   |
| IX     | 2024 | Viena       | 5a posició           | 3                    | 1                    | 2                    | 50                   | 48                   | +2                   |